# Rudi Wulf
Pour les articles homonymes, voir Wulf.

a Compétitions nationales et continentales officielles uniquement.

b Matchs officiels uniquement.
Dernière mise à jour le 28 août 2014.
Rudolffe Nicholas Wulf surnommé Rudi Wulf, né le 2 février 1984 à Auckland (Nouvelle-Zélande), est un joueur de rugby à XV néo-zélandais qui évolue principalement au poste d'ailier ou de centre (1,82 m pour 98 kg).

## Carrière
Il a joué dans le Super 14 avec la franchise des Blues et en équipe nationale avec les All Blacks. Il a signé en juin 2010 pour deux saisons avec le Rugby club toulonnais mais il est libéré à l'été 2011 de manière anticipée afin de rentrer pour raisons familiales en Nouvelle-Zélande (où il joue avec les Blues). Il re-signe avec Toulon en juin 2012, pour trois saisons. Il est réputé pour sa vitesse et sa puissance puis s'engage pour trois saisons à Castres.
Il est le neveu de Vincent Wulf, joueur néo-zélandais de rugby à 13, international français après évolué à Villeneuve-sur-lot et au PSG 13.

### En province et franchise
- Province : North Harbour (2004-2008)
- Franchise : Blues (2005-2008)

Il a débuté en 2003 avec la province de North Harbour et en 2005 avec les Blues contre les Waratahs. Sa carrière a été interrompue pendant onze mois à la suite d'une fracture aux vertèbres du cou (il a plongé dans une zone peu profonde d'une piscine). Wulf a repris la compétition avec North Harbour en 2006, puis a joué 11 matchs avec les Blues en 2007 lors du Super 14.
Wulf a disputé 12 matchs du Super 14 en 2008 avec les Blues, marquant 5 essais.
Lors de la Saison 2010 de Super 14, il inscrit 5 essais en 12 matchs.

### En équipe nationale
Wulf a joué au rugby à sept puis avec l'équipe de Nouvelle-Zélande des moins de 21 ans.
Il a eu sa première sélection avec les All Blacks le 21 juin 2008 et dispute le Tri-nations 2008.
La très forte concurrence au poste d'ailier l'empêche de franchir un palier en sélection malgré ses qualités de finisseur.

## Palmarès

### Franchise et club
- 50 matchs de Super 14 (ou Super 12) avec les Blues (105 points)
- 59 matchs de NPC avec North Harbour (60 points)
- 75 matchs de Top 14 et de Heineken Cup avec Le RC Toulon (70 points)
- Vainqueur de la Coupe d'Europe 2013, 2014 et 2015 avec le RC Toulon
- Vainqueur du Top 14 2014 avec le RC Toulon.

### Équipe nationale
- Champion du monde des moins de 21 ans en 2003 et 2004
- Vainqueur du Tri-nations en 2008.

## Statistiques

### En équipe nationale
En 2008, Rudi Wulf compte 4 sélections avec les All-Blacks. Avec les Kiwis, il dispute une édition du Tri-nations en 2008.